# Union pour la protection des obtentions végétales
 (novembre 2024).
 (décembre 2024).
L'article doit être relu — et modifié si nécessaire — par des contributeurs indépendants pour apporter un regard critique aux contributions effectuées en violation des conditions d'utilisation de Wikipédia, tant sur la forme (notamment concernant le style encyclopédique, la proportionnalité) que sur le fond (la neutralité de point de vue, la qualité et l'indépendance des sources).
L'Union internationale pour la protection des obtentions végétales ou UPOV est un organe conventionnel (organisation intergouvernementale non affiliée aux Nations Unies) dont le siège se trouve à Genève, en Suisse. Son objectif est de mettre en place un système efficace de protection des obtentions végétales. Pour ce faire, elle définit un modèle de règlement qui doit être mis en œuvre par ses membres dans leur législation nationale. L'expression Convention UPOV fait également référence à l'un des trois instruments relevant de l'Union soit lActe de 1991 de la Convention UPOV (UPOV 91), l'Acte de 1978 de l'UPOV (UPOV 78) et l'Acte de 1961 de la Convention UPOV avec amendements de 1972 (UPOV 61).

## Histoire
L'UPOV a été créée par la Convention internationale pour la protection des obtentions végétales (UPOV 61). Cette convention a été adoptée à Paris en 1961 et révisée en 1972, 1978 et 1991[réf. nécessaire].
L'initiative de la création de l'UPOV a été prise par des sociétés de sélection européennes qui, en 1956, ont demandé la tenue d'une conférence pour définir les principes de base de la protection des variétés végétales. La première version de la convention UPOV a été approuvée en 1961 par 12 pays européens. En 1990, seuls 19 pays participaient à la convention, l'Afrique du Sud étant le seul pays de l'hémisphère sud.À partir du milieu des années 1990, de plus en plus de pays d'Amérique latine, d'Asie et d'Amérique du Sud ont adhéré à la convention. L'une des raisons de cette évolution pourrait être l'accord sur les ADPIC qui a obligé les membres de l'OMC à introduire la protection des variétés végétales dans leur législation nationale. Par la suite, de nombreux pays ont été obligés d'adhérer à l'UPOV par le biais de clauses spécifiques dans les accords commerciaux bilatéraux, en particulier avec l'UE, les États-Unis, le Japon et l'AELE. bilatéraux, notamment avec l'UE, les États-Unis, le Japon et l'AELE. L'accord sur les ADPIC n'exige pas l'adhésion à l'UPOV mais donne la possibilité de définir un système sui generis pour la protection des variétés végétales. En revanche, les clauses des accords de libre-échange sont plus complètes et exigent généralement l'adhésion à l'UPOV,.Bien que les versions antérieures de la convention aient été remplacées, UPOV 78 et UPOV 91 coexistent. Les membres actuels sont libres de décider s'ils veulent ratifier UPOV 91 ou rester avec UPOV 78, tandis que les nouveaux membres doivent adhérer à la version la plus restrictive de 1991.

### Réformes de l'UPOV

#### Réforme de 1978
Elle introduit les concepts de privilège de l'agriculteur et le privilège de l'obtenteur. Des modifications de la précédente convention UPOV sont effectuées à la demande des États-Unis afin d'en rendre le contenu compatible avec leur loi de 1970.

#### Réforme de 1991
La concurrence d’un système de brevets de plus en plus étendu entraîne une refonte de l’UPOV en 1991. Cette révision étend de plusieurs façons la portée des droits d’obtenteur : elle limite le « privilège de l’agriculteur » ; la durée de la POV est prolongée tandis que la protection est étendue à toutes les espèces végétales ; pour une même variété, elle autorise une « double protection »  par COV et par brevet.
Cependant, en Suisse, la version en vigueur date du 01.07.1981.

## L'UPOV
Cette section ne s'appuie pas, ou pas assez, sur des sources secondaires ou tertiaires indépendantes du sujet. Le texte peut contenir des analyses inexactes ou inédites de sources primaires.
Pour l'améliorer, ajoutez-en, ou placez des modèles {{Source secondaire souhaitée}} ou {{Source secondaire nécessaire}} sur les passages mal sourcés. (décembre 2022)

### Membres
Au 2 février 2024, deux organisations intergouvernementales et 77 pays étaient membres de l'UPOV.
| Membre                 | Date d'entrée dans l'UPOV | Indice de contribution | Plus récent acte de la Convention auquel il est partie | Date à laquelle il en est devenu partie |         |
| ---------------------- | ------------------------- | ---------------------- | ------------------------------------------------------ | --------------------------------------- | ------- |
| Afrique du Sud         | 6 novembre 1977           | 1,00                   | Acte de 1978                                           | 8 novembre 1981                         |         |
| Albanie                | 15 octobre 2005           | 0,20                   | Acte de 1991                                           | 15 octobre 2005                         |         |
| Allemagne              | 10 août 1968              | 5,00                   | Acte de 1991                                           | 25 juillet 1998                         |         |
| Argentine              | 25 décembre 1994          | 0,50                   | Acte de 1978                                           | 25 décembre 1994                        |         |
| Australie              | 1er mars 1989             | 1,00                   | Acte de 1991                                           | 20 janvier 2000                         |         |
| Autriche               | 14 juillet 1994           | 0,75                   | Acte de 1991                                           | 1er juillet 2004                        |         |
| Azerbaïdjan            | 9 décembre 2004           | 0,20                   | Acte de 1991                                           | 9 décembre 2004                         |         |
| Biélorussie            | 5 janvier 2003            | 0,20                   | Acte de 1991                                           | 5 janvier 2003                          |         |
| Belgique               | 5 décembre 1976           | 1,50                   | Acte de 1961/1972                                      | 5 décembre 1976                         | [ N 1 ] |
| Bolivie                | 21 mai 1999               | 0,20                   | Acte de 1978                                           | 21 mai 1999                             |         |
| Brésil                 | 23 mai 1999               | 0,25                   | Acte de 1978                                           | 23 mai 1999                             |         |
| Bulgarie               | 24 avril 1998             | 0,20                   | Acte de 1991                                           | 24 avril 1998                           |         |
| Canada                 | 4 mars 1991               | 1,00                   | Acte de 1978                                           | 4 mars 1991                             |         |
| Chili                  | 5 janvier 1996            | 0,20                   | Acte de 1978                                           | 5 janvier 1996                          |         |
| Chine                  | 23 avril 1999             | 0,50                   | Acte de 1978                                           | 23 avril 1999                           | [ N 2 ] |
| Colombie               | 13 septembre 1996         | 0,20                   | Acte de 1978                                           | 13 septembre 1996                       |         |
| Communauté européenne  | 29 juillet 2005           | 5,00                   | Acte de 1991                                           | 29 juillet 2005                         |         |
| Costa Rica             | 12 janvier 2009           | 0,20                   | Acte de 1991                                           | 12 janvier 2009                         |         |
| Croatie                | 1er septembre 2001        | 0,20                   | Acte de 1991                                           | 1er septembre 2001                      |         |
| Danemark               | 6 octobre 1968            | 1,50                   | Acte de 1991                                           | 24 avril 1998                           | [ N 3 ] |
| Équateur               | 8 août 1997               | 0,20                   | Acte de 1978                                           | 8 août 1997                             |         |
| Espagne                | 18 mai 1980               | 2,00                   | Acte de 1991                                           | 18 juillet 2007                         |         |
| Estonie                | 24 septembre 2000         | 0,20                   | Acte de 1991                                           | 24 septembre 2000                       |         |
| États-Unis             | 8 novembre 1981           | 5,00                   | Acte de 1991                                           | 22 février 1999                         | [ N 4 ] |
| Russie                 | 24 avril 1998             | 0,50                   | Acte de 1991                                           | 24 avril 1998                           |         |
| Finlande               | 16 avril 1993             | 1,00                   | Acte de 1991                                           | 20 juillet 2001                         |         |
| France                 | 3 octobre 1971            | 5,00                   | Acte de 1978                                           | 17 mars 1983                            | [ N 5 ] |
| Géorgie                | 29 novembre 2008          | 0,20                   | Acte de 1991                                           | 29 novembre 2008                        |         |
| Hongrie                | 16 avril 1983             | 0,50                   | Acte de 1991                                           | 1er janvier 2003                        |         |
| Irlande                | 8 novembre 1981           | 1,00                   | Acte de 1978                                           | 8 novembre 1981                         |         |
| Islande                | 3 mai 2006                | 0,20                   | Acte de 1991                                           | 3 mai 2006                              |         |
| Israël                 | 12 décembre 1979          | 0,50                   | Acte de 1991                                           | 24 avril 1998                           |         |
| Italie                 | 1er juillet 1977          | 2,00                   | Acte de 1978                                           | 28 mai 1986                             |         |
| Japon                  | 3 septembre 1982          | 5,00                   | Acte de 1991                                           | 24 décembre 1998                        |         |
| Jordanie               | 24 octobre 2004           | 0,20                   | Acte de 1991                                           | 24 octobre 2004                         |         |
| Kenya                  | 13 mai 1999               | 0,20                   | Acte de 1978                                           | 13 mai 1999                             |         |
| Kirghizistan           | 26 juin 2000              | 0,20                   | Acte de 1991                                           | 26 juin 2000                            |         |
| Lettonie               | 30 août 2002              | 0,20                   | Acte de 1991                                           | 30 août 2002                            |         |
| Lituanie               | 10 décembre 2003          | 0,20                   | Acte de 1991                                           | 10 décembre 2003                        |         |
| Maroc                  | 8 octobre 2006            | 0,20                   | Acte de 1991                                           | 8 octobre 2006                          |         |
| Mexique                | 9 août 1997               | 0,75                   | Acte de 1978                                           | 9 août 1997                             |         |
| Nicaragua              | 6 septembre 2001          | 0,20                   | Acte de 1978                                           | 6 septembre 2001                        |         |
| Norvège                | 13 septembre 1993         | 1,00                   | Acte de 1978                                           | 13 septembre 1993                       |         |
| Nouvelle-Zélande       | 8 novembre 1981           | 1,00                   | Acte de 1978                                           | 8 novembre 1981                         |         |
| Ouzbékistan            | 14 novembre 2004          | 0,20                   | Acte de 1991                                           | 14 novembre 2004                        |         |
| Panama                 | 23 mai 1999               | 0,20                   | Acte de 1978                                           | 23 mai 1999                             |         |
| Paraguay               | 8 février 1997            | 0,20                   | Acte de 1978                                           | 8 février 1997                          |         |
| Pays-Bas               | 10 août 1968              | 3,00                   | Acte de 1991                                           | 24 avril 1998                           | [ N 6 ] |
| Pologne                | 11 novembre 1989          | 0,50                   | Acte de 1991                                           | 15 août 2003                            |         |
| Portugal               | 14 octobre 1995           | 0,20                   | Acte de 1978                                           | 14 octobre 1995                         |         |
| Corée du Sud           | 7 janvier 2002            | 0,75                   | Acte de 1991                                           | 7 janvier 2002                          |         |
| Moldavie               | 28 octobre 1998           | 0,20                   | Acte de 1991                                           | 28 octobre 1998                         |         |
| République dominicaine | 16 juin 2007              | 0,20                   | Acte de 1991                                           | 16 juin 2007                            |         |
| République tchèque     | 1er janvier 1993          | 0,50                   | Acte de 1991                                           | 24 novembre 2002                        |         |
| Roumanie               | 16 mars 2001              | 0,20                   | Acte de 1991                                           | 16 mars 2001                            |         |
| Royaume-Uni            | 10 août 1968              | 2,00                   | Acte de 1991                                           | 3 janvier 1999                          |         |
| Singapour              | 30 juillet 2004           | 0,20                   | Acte de 1991                                           | 30 juillet 2004                         |         |
| Slovaquie              | 1er janvier 1993          | 0,50                   | Acte de 1978                                           | 1er janvier 1993                        |         |
| Slovénie               | 29 juillet 1999           | 0,20                   | Acte de 1991                                           | 29 juillet 1999                         |         |
| Suède                  | 17 décembre 1971          | 1,50                   | Acte de 1991                                           | 24 avril 1998                           |         |
| Suisse                 | 10 juillet 1977           | 1,50                   | Acte de 1991                                           | 1er septembre 2008                      |         |
| Trinité-et-Tobago      | 30 janvier 1998           | 0,20                   | Acte de 1978                                           | 30 janvier 1998                         |         |
| Tunisie                | 31 août 2003              | 0,20                   | Acte de 1991                                           | 31 août 2003                            |         |
| Turquie                | 18 novembre 2007          | 0,50                   | Acte de 1991                                           | 18 novembre 2007                        |         |
| Ukraine                | 3 novembre 1995           | 0,20                   | Acte de 1991                                           | 19 janvier 2007                         |         |
| Uruguay                | 13 novembre 1994          | 0,20                   | Acte de 1978                                           | 13 novembre 1994                        |         |
| Viêt Nam               | 24 décembre 2006          | 0,20                   | Acte de 1991                                           | 24 décembre 2006                        |         |

Pour qu'un pays ou une organisation intergouvernementale devienne membre, il doit mettre en œuvre les exigences de la convention dans son droit national de la convention en vigueur dans la législation nationale. Le secrétariat de l'UPOV analyse la réglementation de la protection des variétés végétales dans la législation nationale et rédige une recommandation au Conseil pour savoir si le demandeur doit être admis ou non. Dans le passé, plusieurs pays se sont vus refuser l'adhésion parce que leur législation nationale sur la protection des variétés végétales prévoyait des exceptions aux agriculteurs de subsistance pour réutiliser et échanger des semences.
En outre, un grand nombre de pays (par exemple le Pakistan), d'organisations intergouvernementales (par exemple l'Association européenne de libre-échange) et d'organisations internationales non gouvernementales (par exemple, la Communauté internationale des obtenteurs de variétés ornementales et fruitières de reproduction asexuée) ont le statut d'observateur.

## Traduction en droit français
La loi du 11 juin 1970 vient traduire les accords UPOV en droit français. Son article 3 qui exclut explicitement la possibilité pour un agriculteur de produire ses semences de ferme -pour son usage personnel uniquement- contredit l'article 5 de la convention UPOV de 1961. Cette disposition, inscrite en catimini et sans débat dans la loi de 1970, a été intégré au Code de la propriété intellectuelle.
La loi sur les obtentions végétales le 8 décembre 2011 traduit l'acte de 1991 en droit français.
En 1971 est créé le Groupe d'étude et de contrôle des variétés et des semences au sein du département de génétique et amélioration des plantes de l’INRA. Depuis 1976, la SICASOV collecte les redevances sur les semences certifiées et les redistribue aux obtenteurs.

## Intérêts, limites et critiques
Cette section ne s'appuie pas, ou pas assez, sur des sources secondaires ou tertiaires indépendantes du sujet. Le texte peut contenir des analyses inexactes ou inédites de sources primaires.
Pour l'améliorer, ajoutez-en, ou placez des modèles {{Source secondaire souhaitée}} ou {{Source secondaire nécessaire}} sur les passages mal sourcés. (décembre 2022)
Ce système, qui permet le financement de la recherche par la protection du travail de sélection est critiqué et attaqué : il oblige à ne cultiver que des variétés brevetées enlève toute marge de manœuvres aux cultivateurs et les contraint à se rabattre sur des plantes vivrières imposées par des grands groupes agroalimentaires.
Autre point important, le traité sur les ressources phylogénétiques, au sein de la Convention sur la Biodiversité (ONU, 1992). L’article 9 de ce traité (non signé par les États-Unis) reconnaît les droits des agriculteurs à utiliser les semences dites de ferme (de leur récolte), d’autant que des siècles de sélection paysanne ont beaucoup contribué à la diversité cultivée.
Cependant le régime de protection des obtentions végétales UPOV ne respecte pas ces droits. Il s’agit en dernière analyse du droit à la nourriture, reconnu par la Déclaration universelle des droits humains de l’ONU. Multiplier ses semences, les cultiver, échanger ou les vendre, peut être une question de vie ou de mort.
- D'un côté par certains partisans du système des brevets appliqué au vivant, beaucoup plus favorable à l'obtenteur (mais parfois moins favorable à la recherche de variétés nouvelles, car le détenteur d'un brevet peut bloquer toute avancée qu'il ne fait pas lui-même, et moins favorable à l'agriculteur, car le COV permet la reproduction par l'agriculteur lui-même de sa semence, ce qu'un brevet n'autorise pas, ce qui est néanmoins de moins en moins possible en raison du pourcentage croissant de semences de variété hybrides (non reproductibles) vendus par les semenciers, pour les espèces où cela est possible) ;
- Par les partisans (dont des ONG) d'une libéralisation totale du marché des semences, l'interdiction de toute propriété intellectuelle serait plus favorable à la « sécurité alimentaire nationale », à l'« indépendance des agriculteurs vis-à-vis des firmes semencières », au « maintien de la biodiversité végétale », et ils considèrent « l'obtenteur ne fait pas un travail qui mérite rémunération » ;
- Par les partisans d'une agriculture incluant une vocation conservatoire in situ de la biodiversité des semences anciennes, reproductibles en raison notamment de leur capacité supposée de meilleure « réponse adaptative » aux changements climatiques.

L'UPOV est donc engagé dans un lobbying permanent afin de défendre ce système, et l'étendre à plus de pays. Particulièrement concernant les pays du Sud, UPOV tente de faire en sorte que ces pays remplacent les lois sui generis par des lois compatibles avec l'UPOV 91.
Dans son plan d'activité stratégique 2023-2027, l'UPOV a décrit la manière dont elle entend procéder. Dans le deuxième pilier du plan d'activités, l'UPOV compte fournir des orientations et une assistance et faciliter la coopération en vue de la mise en œuvre du système de l'UPOV. Selon les termes de l'UPOV, cela signifie expliquer "comment le système UPOV encourage le développement de nouvelles variétés de plantes, comment les nouvelles variétés sont bénéfiques pour la société et le rôle du système de l'UPOV par rapport à l'agriculture et au développement économique dans le secteur rural. Un objectif particulier est la sensibilisation aux avantages de la protection des variétés végétales conformément à la Convention de l'UPOV pour les États et les organisations intergouvernementales qui ne sont pas membres de l'Union." 
La stratégie reflète donc l'intention de distribuer de distribuer du matériel promotionnel pour le système de l'UPOV. Il est déclaré dans la stratégie de l'UPOV : ‘L'accent sera mis sur le développement d'informations concernant les avantages de la protection des variétés végétales et de l'adhésion à l'UPOV.’ L'accent principal n'est donc pas sur la manière de promouvoir l'innovation en matière de sélection végétale, mais sur le fait de persuader d'autres pays à devenir membres de l'UPOV. La possibilité qu'il puisse exister d'autres systèmes de protection de variété végétale n'est pas mentionnée.
Lorsque des États expriment leur intérêt à devenir membres de l’UPOV, un autre pilier de la stratégie de l’UPOV entre en jeu. Le pilier 1.2 de leur stratégie est l’élaboration d’une législation sur la protection des obtentions végétales conformément à l’Acte de 1991 de la Convention UPOV. Selon cette Convention, tout État ou organisation intergouvernementale souhaitant devenir membre de l’UPOV doit obtenir un avis positif du Conseil de l’UPOV sur la conformité de ses lois avec les dispositions de la Convention UPOV, avant de déposer son instrument d’adhésion. La stratégie de l’UPOV souligne qu’une partie essentielle du travail de l’UPOV consiste à fournir des conseils aux États/ organisations intergouvernementales souhaitant rédiger une loi conformément à l’Acte de 1991 de la Convention UPOV.
Une étude publiée par le Centre Sud et l’APBREBES en 2023, qui a comparé les procédures d’adhésion à l’UPOV avec d’autres accords, montre qu’aucun autre instrument n’oblige les nouveaux membres à incorporer un accord de manière aussi rigide dans leur législation nationale. Ni l’adhésion aux différents traités sur la propriété intellectuelle administrés par l’Organisation Mondiale de la Propriété Intellectuelle (OMPI), ni l’adhésion à l’Organisation Mondiale du Commerce (OMC), ni aux autres conventions de l’ONU concernant les ressources génétiques (comme la Convention sur la diversité génétique ou le Traité sur les plantes) ne sont aussi rigides que l’UPOV sur cette question. Ce système prive les nouveaux États membres de la possibilité d’élaborer des lois sur la POV adaptées à leur système agricole, à leur niveau de développement et à leurs besoins. Les éditeurs de l’étude expliquent que si un nouveau membre souhaite ratifier l’Acte de 1991, sa législation est analysée mot pour mot, et si elle n’est pas conforme à l’Acte de l’UPOV, une modification de la loi est nécessaire. Il en résulte que le Secrétariat de l’UPOV a plus de pouvoir de définition dans l’élaboration d’une loi sur la protection des obtentions végétales qu’un parlement national élu.
Système de protection et exceptions dans le système:
La convention définit à la fois la manière dont l'organisation doit être gouvernée et gérée, et les concepts de base de la protection des variétés végétales qui doivent être inclus dans les lois nationales des membres de l'union. Ces concepts incluent les suivants:
- Les critères de protection des nouvelles variétés : nouveauté, distinction, homogénéité et stabilité.
- La procédure de demande de subvention.
- Les droits de propriété intellectuelle conférés à l'obtenteur agréé.
- Exceptions aux droits conférés à l'obtenteur.
- Durée requise du droit d'obtenteur.
- Les cas dans lesquels les droits d'obtenteur doivent être déclarés nuls

Pour obtenir un droit d'obtenteur, il faut prouver que la variété en question est nouvelle. Cela signifie que la variété végétale ne peut pas être disponible depuis plus d'un an dans le pays du demandeur ou depuis plus de quatre ans dans tout autre pays ou territoire. La variété doit également être distincte, c'est-à-dire qu'elle doit se distinguer facilement, par certains caractères, de toute autre variété connue (protégée ou non). Les deux autres critères, l'homogénéité et la stabilité, signifient que les plantes individuelles de la nouvelle variété ne doivent pas présenter plus de variations dans les caractères pertinents qu'on ne s'y attendrait naturellement, et que les générations futures de la variété, par divers moyens de reproduction ou de multiplication, doivent continuer à présenter les caractères distinctifs pertinents. L'UPOV propose des lignes directrices générales pour l'examen DHS.
Un obtenteur peut demander des droits pour une nouvelle variété dans n'importe quel pays membre de l'Union et peut déposer une demande dans autant de pays que souhaité sans attendre le résultat des demandes précédentes. La protection ne s'applique que dans le pays où elle a été accordée, il n'y a donc pas de protection réciproque, sauf accord contraire des pays en question. Il existe un droit de priorité, et la date de la première demande déposée dans un pays est la date utilisée pour déterminer la priorité.
Le système prévoit, dans l'article 15 de la Convention de 1991, des exceptions (obligatoires ou possibles) au droit d'obtenteur :
- exceptions obligatoires : le droit d'obtenteur ne s'étend pas :
  - aux actes accomplis dans un cadre privé à des fins non commerciales: cette notion est définie de manière étroite dans les notes explicatives, si bien qu'elle n'a pratiquement aucun effet sur la vie quotidienne des agriculteurs de subsistance : « La propagation d'une variété par un agriculteur exclusivement en vue de la production d'une culture vivrière destinée à être consommée entièrement par cet agriculteur et les personnes à sa charge vivant sur cette exploitation peut être considérée comme relevant des actes accomplis à titre privé et à des fins non commerciales ». Pratiquement aucun agriculteur ne consomme la totalité de ses récoltes, n'échange de semences avec ses voisins ou ne vend de produits sur les marchés locaux[12].
  - aux actes accomplis à titre expérimental: Les actes accomplis à des fins expérimentales sont exclus du champ d'application des droits d'obtenteur de l'UPOV 91[5], ce qui était implicite dans l'UPOV 78.
  - aux actes accomplis aux fins de la création de nouvelles variétés: Même si une variété est protégée, elle peut être librement utilisée par un autre obtenteur comme source de nouvelles variétés, sans l'autorisation du propriétaire de la variété originale. Avec l'introduction de la convention de 1991, cette exception a été réduite pour exclure les « variétés essentiellement dérivées »[16].
- exceptions facultatives (chaque État choisit ou non de retenir ces exceptions) : « en dérogation des dispositions de l'article 14, chaque Partie contractante peut, dans des limites raisonnables et sous réserve de la sauvegarde des intérêts légitimes de l'obtenteur, restreindre le droit d'obtenteur à l'égard de toute variété afin de permettre aux agriculteurs d'utiliser à des fins de reproduction ou de multiplication, sur leur propre exploitation, le produit de la récolte qu'ils ont obtenu par la mise en culture, sur leur propre exploitation, de la variété protégée ou d'une variété visée à l'article 14.5)a)i) ou ii) ».

WIPO Lex apporte son soutien aux collections juridiques de propriété intellectuelle connexes, y compris UPOV Lex.